# Børselv
Børselv este o localitate din comuna Porsanger, provincia Finnmark, Norvegia, cu o populație de 216 locuitori (2013).